# Caecula pterygera
Caecula pterygera – słabo poznany gatunek morskiej ryby węgorzokształtnej z rodziny żmijakowatych (Ophichthidae). Reprezentuje monotypowy rodzaj Caecula. Został opisany naukowo przez Martina Vahla w 1794. Występuje w estuariach i przybrzeżnych, mętnych wodach strefy tropikalnej Oceanu Indyjskiego. Osiąga przeciętnie ok. 20 cm, maksymalnie 30 cm długości całkowitej (TL). Sprzedawany świeży i używany głównie na przynęty.